# Hans Vanaken
Hans Vanaken (Neerpelt, 24 agosto 1992) è un calciatore belga, centrocampista del Club Bruges e della nazionale belga.

## Caratteristiche tecniche
Trova la sua collocazione ideale nel ruolo di trequartista,ma nel corso della sua carriera ha abbassato anche il suo ruolo in mezzo al campo come centrocampista centrale. Spicca fisicamente nei duelli aerei ed abile nel tiro in porta, sfrutta queste sue qualità negli inserimenti in area di rigore.

## Carriera

### Club
Giovanili
Inizia la sua carriera professionistica nel 2010 con il Lommel United nella seconda divisione del campionato belga disputando tre stagioni.
Nella sessione di mercato estiva del 2013 si trasferisce al Lokeren dove raggiunge la massima divisione; esordisce il 28 luglio 2013 mettendo a segno due reti nella gara in trasferta contro l'Anderlecht, vinta dalla sua squadra per 3-2.
Da talento a leader nel Club Bruges
Nel 2015 si trasferisce al Club Bruges. Diventa ben presto un giocatore importante per la squadra sia in termini di leadership da capitano che in fase realizzativa con goal e assist. Vince sei volte il campionato e quattro la supercoppa,guadagnandosi il premio di giocatore dell'anno del Belgio sia nella stagione 2019 che 2020. Nella stagione 2022 raggiunge il super traguardo di 100 goal con la maglia del club belga diventando uno dei top scorer della loro storia.

### Nazionale
Ha giocato nelle nazionali giovanili belghe Under-20 ed Under-21.
Debutta con la nazionale maggiore belga il 7 settembre 2018 in amichevole contro la Scozia.
Il 30 marzo 2021 realizza le sue prime reti con il Belgio in occasione del successo per 8-0 contro la Bielorussia, in cui è autore di una doppietta (oltre ad avere fornito un assist).
Il 17 maggio seguente viene inserito nella lista dei convocati per l'Europeo.

## Statistiche
Statistiche aggiornate al 20 gennaio 2025.

### Presenze e reti nei club
| Stagione           | Squadra            | Campionato         | Campionato | Campionato | Coppe nazionali | Coppe nazionali | Coppe nazionali | Coppe continentali | Coppe continentali | Coppe continentali | Altre coppe | Altre coppe | Altre coppe | Totale | Totale | Totale |
| Stagione           | Squadra            | Comp               | Pres       | Reti       | Comp            | Pres            | Reti            | Comp               | Pres               | Reti               | Comp        | Pres        | Reti        | Pres   | Reti   |        |
| ------------------ | ------------------ | ------------------ | ---------- | ---------- | --------------- | --------------- | --------------- | ------------------ | ------------------ | ------------------ | ----------- | ----------- | ----------- | ------ | ------ | ------ |
| 2009-2010          | Lommel             | TK                 | 0+2        | 0          | CB              | 0               | 0               | -                  | -                  | -                  | -           | -           | -           | 2      | 0      |        |
| 2010-2011          | Lommel             | TK                 | 16+3       | 1+0        | CB              | 0               | 0               | -                  | -                  | -                  | -           | -           | -           | 19     | 1      |        |
| 2011-2012          | Lommel             | TK                 | 32         | 9          | CB              | 1               | 0               | -                  | -                  | -                  | -           | -           | -           | 33     | 9      |        |
| 2012-2013          | Lommel             | TK                 | 32         | 11         | CB              | 0               | 0               | -                  | -                  | -                  | -           | -           | -           | 32     | 11     |        |
| Totale Lommel      | Totale Lommel      | Totale Lommel      | 80+5       | 21         |                 | 1               | 0               |                    | -                  | -                  |             | -           | -           | 86     | 21     |        |
| 2013-2014          | Lokeren            | D1                 | 29+10      | 8+3        | CB              | 6               | 1               | -                  | -                  | -                  | -           | -           | -           | 45     | 12     |        |
| 2014-2015          | Lokeren            | D1                 | 29+6+2     | 5+3+0      | CB              | 3               | 0               | UEL                | 6                  | 2                  | SB          | 1           | 0           | 47     | 10     |        |
| Totale Lokeren     | Totale Lokeren     | Totale Lokeren     | 58+16+2    | 13+6       |                 | 9               | 1               |                    | 6                  | 2                  |             | 1           | 0           | 92     | 22     |        |
| 2015-2016          | Club Bruges        | D1                 | 26+10      | 6+4        | CB              | 6               | 2               | UCL+UEL            | 4+4                | 0+0                | SB          | 1           | 0           | 51     | 12     |        |
| 2016-2017          | Club Bruges        | D1                 | 29+10      | 6+3        | CB              | 2               | 1               | UCL                | 6                  | 0                  | SB          | 1           | 0           | 48     | 10     |        |
| 2017-2018          | Club Bruges        | D1                 | 29+10      | 9+2        | CB              | 5               | 3               | UCL+UEL            | 2+2                | 0+0                | -           | -           | -           | 48     | 14     |        |
| 2018-2019          | Club Bruges        | D1                 | 30+10      | 11+3       | CB              | 1               | 0               | UCL+UEL            | 6+2                | 2+0                | SB          | 1           | 1           | 50     | 17     |        |
| 2019-2020          | Club Bruges        | D1                 | 29         | 13         | CB              | 6               | 0               | UCL+UEL            | 10+2               | 4+0                | -           | -           | -           | 47     | 16     |        |
| 2020-2021          | Club Bruges        | D1                 | 30+6       | 8+3        | CB              | 3               | 2               | UCL                | 6                  | 3                  | -           | -           | -           | 45     | 16     |        |
| 2021-2022          | Club Bruges        | D1                 | 33+6       | 9+2        | CB              | 5               | 1               | UCL                | 6                  | 3                  | -           | -           | -           | 50     | 15     |        |
| 2022-2023          | Club Bruges        | D1                 | 34+6       | 10+4       | CB              | 2               | 0               | UCL                | 8                  | 0                  | SB          | 1           | 0           | 51     | 14     |        |
| 2023-2024          | Club Bruges        | D1                 | 29+9       | 5          | CB              | 5               | 0               | UECL               | 16                 | 7                  | -           | -           | -           | 59     | 12     |        |
| 2024-2025          | Club Bruges        | D1                 | 22         | 6          | CB              | 4               | 1               | UCL                | 7                  | 1                  | SB          | 1           | 0           | 34     | 8      |        |
| Totale Club Bruges | Totale Club Bruges | Totale Club Bruges | 291+67     | 83+21      |                 | 39              | 10              |                    | 81                 | 20                 |             | 5           | 1           | 483    | 136    |        |
| Totale carriera    | Totale carriera    | Totale carriera    | 519        | 145        |                 | 49              | 11              |                    | 87                 | 22                 |             | 6           | 1           | 661    | 179    |        |

### Cronologia presenze e reti in nazionale
| Cronologia completa delle presenze e delle reti in nazionale ― Belgio | Cronologia completa delle presenze e delle reti in nazionale ― Belgio | Cronologia completa delle presenze e delle reti in nazionale ― Belgio | Cronologia completa delle presenze e delle reti in nazionale ― Belgio | Cronologia completa delle presenze e delle reti in nazionale ― Belgio | Cronologia completa delle presenze e delle reti in nazionale ― Belgio | Cronologia completa delle presenze e delle reti in nazionale ― Belgio | Cronologia completa delle presenze e delle reti in nazionale ― Belgio |
| Data                                                                  | Città                                                                 | In casa                                                               | Risultato                                                             | Ospiti                                                                | Competizione                                                          | Reti                                                                  | Note                                                                  |
| --------------------------------------------------------------------- | --------------------------------------------------------------------- | --------------------------------------------------------------------- | --------------------------------------------------------------------- | --------------------------------------------------------------------- | --------------------------------------------------------------------- | --------------------------------------------------------------------- | --------------------------------------------------------------------- |
| 7-9-2018                                                              | Glasgow                                                               | Scozia                                                                | 0 – 4                                                                 | Belgio                                                                | Amichevole                                                            | -                                                                     | 56’                                                                   |
| 11-9-2018                                                             | Reykjavík                                                             | Islanda                                                               | 0 – 3                                                                 | Belgio                                                                | UEFA Nations League 2018-2019 - 1º turno                              | -                                                                     | 75’                                                                   |
| 10-10-2019                                                            | Bruxelles                                                             | Belgio                                                                | 9 – 0                                                                 | San Marino                                                            | Qual. Euro 2020                                                       | -                                                                     |                                                                       |
| 19-11-2019                                                            | Bruxelles                                                             | Belgio                                                                | 6 – 1                                                                 | Cipro                                                                 | Qual. Euro 2020                                                       | -                                                                     |                                                                       |
| 8-9-2020                                                              | Bruxelles                                                             | Belgio                                                                | 5 – 1                                                                 | Islanda                                                               | UEFA Nations League 2020-2021 - 1º turno                              | -                                                                     | 80’                                                                   |
| 8-10-2020                                                             | Bruxelles                                                             | Belgio                                                                | 1 – 1                                                                 | Costa d'Avorio                                                        | Amichevole                                                            | -                                                                     |                                                                       |
| 14-10-2020                                                            | Reykjavík                                                             | Islanda                                                               | 1 – 2                                                                 | Belgio                                                                | UEFA Nations League 2020-2021 - 1º turno                              | -                                                                     | 61’                                                                   |
| 11-11-2020                                                            | Lovanio                                                               | Belgio                                                                | 2 – 1                                                                 | Svizzera                                                              | Amichevole                                                            | -                                                                     |                                                                       |
| 30-3-2021                                                             | Lovanio                                                               | Belgio                                                                | 8 – 0                                                                 | Bielorussia                                                           | Qual. Mondiali 2022                                                   | 2                                                                     |                                                                       |
| 21-6-2021                                                             | San Pietroburgo                                                       | Finlandia                                                             | 0 – 2                                                                 | Belgio                                                                | Euro 2020 - 1º turno                                                  | -                                                                     | 90+1’                                                                 |
| 2-9-2021                                                              | Tallinn                                                               | Estonia                                                               | 2 – 5                                                                 | Belgio                                                                | Qual. Mondiali 2022                                                   | 1                                                                     |                                                                       |
| 5-9-2021                                                              | Bruxelles                                                             | Belgio                                                                | 3 – 0                                                                 | Rep. Ceca                                                             | Qual. Mondiali 2022                                                   | -                                                                     | 81’                                                                   |
| 7-10-2021                                                             | Torino                                                                | Belgio                                                                | 2 – 3                                                                 | Francia                                                               | UEFA Nations League 2020-2021 - Semifinale                            | -                                                                     | 70’                                                                   |
| 10-10-2021                                                            | Torino                                                                | Italia                                                                | 2 – 1                                                                 | Belgio                                                                | UEFA Nations League 2020-2021 - Finale 3º posto                       | -                                                                     |                                                                       |
| 13-11-2021                                                            | Bruxelles                                                             | Belgio                                                                | 3 – 1                                                                 | Estonia                                                               | Qual. Mondiali 2022                                                   | -                                                                     |                                                                       |
| 16-11-2021                                                            | Cardiff                                                               | Galles                                                                | 1 – 1                                                                 | Belgio                                                                | Qual. Mondiali 2022                                                   | -                                                                     |                                                                       |
| 26-3-2022                                                             | Dublino                                                               | Irlanda                                                               | 2 – 2                                                                 | Belgio                                                                | Amichevole                                                            | 1                                                                     |                                                                       |
| 29-3-2022                                                             | Bruxelles                                                             | Belgio                                                                | 3 – 0                                                                 | Burkina Faso                                                          | Amichevole                                                            | 1                                                                     | 78’                                                                   |
| 3-6-2022                                                              | Bruxelles                                                             | Belgio                                                                | 1 – 4                                                                 | Paesi Bassi                                                           | UEFA Nations League 2022-2023 - 1º turno                              | -                                                                     | 46’                                                                   |
| 14-6-2022                                                             | Varsavia                                                              | Polonia                                                               | 0 – 1                                                                 | Belgio                                                                | UEFA Nations League 2022-2023 - 1º turno                              | -                                                                     | 46’                                                                   |
| 22-9-2022                                                             | Bruxelles                                                             | Belgio                                                                | 2 – 1                                                                 | Galles                                                                | UEFA Nations League 2022-2023 - 1º turno                              | -                                                                     | 76’                                                                   |
| 18-11-2022                                                            | Al Kuwait                                                             | Belgio                                                                | 1 – 2                                                                 | Egitto                                                                | Amichevole                                                            | -                                                                     | 46’                                                                   |
| 20-3-2025                                                             | Murcia                                                                | Ucraina                                                               | 3 – 1                                                                 | Belgio                                                                | UEFA Nations League 2024-2025 - Play-off                              | -                                                                     | 70’                                                                   |
| 23-3-2025                                                             | Genk                                                                  | Belgio                                                                | 3 – 0                                                                 | Ucraina                                                               | UEFA Nations League 2024-2025 - Play-off                              | -                                                                     | 90+4’                                                                 |
| 6-6-2025                                                              | Skopje                                                                | Macedonia del Nord                                                    | 1 – 1                                                                 | Belgio                                                                | Qual. Mondiali 2026                                                   | -                                                                     | 56’                                                                   |
| Totale                                                                |                                                                       | Presenze                                                              | 26                                                                    |                                                                       | Reti                                                                  | 5                                                                     |                                                                       |

## Palmarès

### Club

#### Competizioni nazionali
- Coppa del Belgio: 2

Lokeren: 2013-2014
Club Bruges: 2024-2025
- Campionato belga: 6

Club Bruges: 2015-2016, 2017-2018, 2019-2020, 2020-2021, 2021-2022, 2023-2024
- Supercoppa del Belgio: 4

Club Bruges: 2016, 2018, 2022, 2025

### Individuale
- Calciatore dell'anno (Belgio): 2

2018, 2019
- Squadra della stagione della UEFA Europa Conference League:1

2023-2024